# Cimitero greco-ortodosso

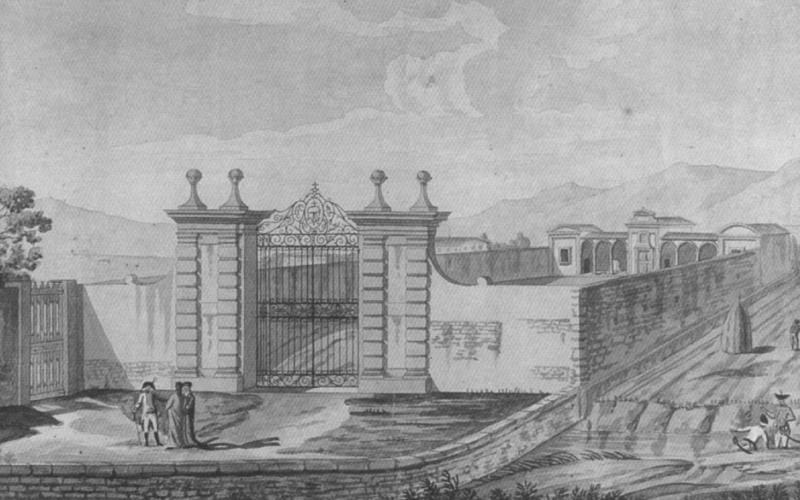
Il cimitero, scomparso, vicino al Cisternone

Il cimitero greco-ortodosso è uno spazio cimiteriale ubicato lungo l'attuale via Mastacchi a Livorno.
Si trova in un'area confinante col cimitero della Congregazione olandese alemanna.

## Storia
La comunità greco ortodossa di Livorno, dopo aver innalzato la propria chiesa in via della Rosa Bianca (1760), ebbe il permesso di costruire un primo cimitero nei pressi del torrente Riseccoli (1773), nell'area di fronte alla quale sorgerà successivamente il Cisternone. Si ritiene che questo piccolo spazio cimiteriale, chiuso verso il 1840 a seguito dello sviluppo della città, abbia ispirato anche il poeta Giovanni Pascoli in un suo componimento:
niuno più scende; sempre chiuso; nero
d'alti cipressi (...)»
(Giovanni Pascoli, Il pesco, Myricae)
Dal 1840 i membri della comunità ortodossa furono sepolti nel nuovo cimitero di via Mastacchi, progettato da Olinto Paradossi. Qui fu innalzata anche una cappella, intitolata alla Dormizione, oggi sede del culto greco ortodosso dopo la demolizione, avvenuta nel 1942, della chiesa della Santissima Trinità.
Il più antico cimitero invece fu smantellato negli anni successivi alla prima guerra mondiale per far posto ad una villa dal gusto eclettico. Solo pochi decenni dopo, intorno agli anni sessanta, la villa fu rasa al suolo e sostituita da un grande palazzo sede degli uffici tributari. Progettato da Lando Bartoli, il nuovo edificio era denominato palazzo di vetro per via delle finestre a nastro che alleggerivano le facciate; caratteristica, questa, che si è persa a seguito della sua trasformazione in condominio, nei primi anni duemila.

## Descrizione
Il cimitero di via Mastacchi presenta una superficie rettangolare ed è caratterizzato dalla presenza di due edifici: la casa del custode e la cappella della Dormizione.
La prima è posta in comune col confinante cimitero olandese; in stile neoclassico, con una finestra semicircolare di derivazione romana, è sormontata da una piccola ed insolita torretta archiacuta.
La seconda invece è una caratteristica struttura absidata, aperta al centro da una piccola cupola. Qui è possibile ammirare una raffinata iconostasi, realizzata nella prima metà del XIX secolo da Ferdinando Magagnini e Francesco Parri, con dipinti ad olio di Carlo Morelli. Inoltre, all'interno della cappella sono collocate le tombe delle famiglie Rodocanacchi e Maurogordato, quest'ultima già proprietaria, con i suoi diversi rami, di una splendida villa sulle colline intorno alla città e di un palazzo lungo il Fosso Reale; il nome dei Rodocanacchi è invece legato alla grande villa di Monterotondo, ubicata proprio in prossimità di quella della famiglia Maurogordato.
Nel cimitero, dove si trova peraltro il sepolcro della poetessa Angelica Palli (1798 - 1875), si innalzano poi numerosi monumenti marmorei, alcuni dei quali realizzati da Paolo Emilio Demi e da Temistocle Guerrazzi, fratello del celebre Francesco Domenico. Il cimitero ha accolto, inoltre, tombe di russi e rumeni di credo ortodosso.